# Lauren Mellor
Lauren Mellor (sinh ngày 29 tháng 12 năm 1985) là người mẫu thời trang Nam Phi nổi tiếng với sự xuất hiện trong phiên bản áo tắm Sports Illustrated Nam Phi và Mỹ.

## Nghề nghiệp
Mellor lần đầu tiên ký hợp đồng với Star Model Management tại Johannesburg, Storm Model Management ở London, Anh, Outlaws Model ở Cape Town, Nam Phi và Modelwerk ở Hamburg, Đức. Tác phẩm được biết đến đầu tiên của cô là trang bìa của Tạp chí thanh toán hàng đầu vào tháng 4 năm 2005. Vào năm 2007, Mellor đã thực hiện chiến dịch John Lewis thu hút sự chú ý của một số cơ quan truyền thông khi thương hiệu tuyên bố họ sẽ chỉ sử dụng những người mẫu có kích thước khỏe mạnh. Cùng năm đó, cô xuất hiện trên trang bìa của FHM ở Nam Phi và Tạp chí Essentials. Mặc dù có được thành công ban đầu, Mellor tập trung vào việc học và tốt nghiệp Đại học Cape Town với bằng tâm lý học. Sau khi tốt nghiệp, Mellor chuyển đến Đức và ký hợp đồng với Mô hình Liên minh, Mô hình PMA tại Hamburg và Mô hình AMT ở Vienna.
Năm 2008, Mellor thực hiện hai chiến dịch quảng cáo quốc tế cho Freya Đồ bơi và Đại lý Provoc Nghiệp. Vào năm 2009, cô đã xuất hiện trong một chiến dịch cho Renault Grand Scenic và Storm in D Cup cũng như trang bìa của Tạp chí Khỏe mạnh. Năm 2010, Mellor xuất hiện trên trang bìa tháng 10 của Mẹ & em bé, Tạp chí Stuff UK vào tháng 8 và You & Your Wedding. Cô cũng đã thực hiện chiến dịch Expresso Xuân / Hè 2010 tại Nam Phi. Trước năm 2011, các khách hàng lớn của cô bao gồm Samsung, Freya, Daniel Hechter Paris cho Truworths, Agent Provoc Nghiệp, Mr. Price, Soviet Jeans, Royal Secret Fragrance, She Magazine, Essentials Magazine, Marie Claire, Cosmopolitan, Top Billing Magazine, Tạp chí FHM, Mẹ và em bé, You & Your Wedding, và Tạp chí lành mạnh.
Sau khi sống ở Đức, Mellor chuyển đến London, nơi cô nhanh chóng trở thành một người thường xuyên trên mạng thương mại điện tử của Anh xuất hiện trên các trang web quần áo như Debenhams, Figleaves.com, Next.co.uk, Littlewoods, Very.co.uk và Marks &amp; Spencer. Năm 2011, cô đã chụp cho các trang bìa tạp chí Essentials, Tạp chí Stuff hai lần, Tạp chí Mẹ & Bé và Tạp chí Für Sie cũng như xuất hiện trong các bài xã luận cho Tạp chí Top Billing, Tạp chí She, Tạp chí Phụ nữ và Người mua đồ lót. Mellor cũng đổ bộ các chiến dịch với đồ lót La Senza, The Body Shop, Gin & Tonic và Rage.